# Société de la Haute-Auvergne
La Société des lettres, sciences et arts La Haute-Auvergne, plus couramment connue comme la Société de la Haute-Auvergne, est une société savante fondée en 1898 à l'initiative de Roger Grand et de Marcellin Boudet.
Sans y faire référence, elle reprend la mission et succède à la Société cantalienne fondée vers 1838 et disparue sous le Second Empire.
Elle édite la Revue de la Haute-Auvergne.

## Création

### Fondateurs
L'Abbé Courchinoux, directeur du journal aurillacois La Croix du Cantal, avait formé le projet de la fondation d'une société culturelle qui publierait une revue. Il s'en était ouvert notamment au chartiste cantalien Louis Farges, alors en poste au ministère des Affaires étrangères, et à l'archiviste du Cantal, Charles Aubépin. Ce projet avait paru excellent mais n'avait pas été suivi d'effet.
Mais il fallut attendre l'arrivée à Aurillac en août 1898 d'un nouvel  archiviste, jeune, plein d'allant et d'une grande culture, Roger Grand, pour que le projet prenne vie. 

### Membres
Parmi les membres remarquables, on peut citer : Marcellin Boudet, Jean Brunhes, géographe, Bernard Brunhes, géophysicien (découvreur des inversions géomagnétiques), Édouard de Dienne, Émile Duclaux, biologiste, Charles Delzons, Eugène Lintilhac, Henri du Fayet de La Tour, Xavier Charmes, fonctionnaire au ministère de l’Instruction publique, Adolphe Chalvet de Rochemonteix, archéologue, Arsène Vermenouze, Jean-Pierre Chabrol, Jean-Baptiste Rames et Pierre Marty, géologues, Louis de Ribier, généalogiste, le Chanoine Joubert.

### Objectifs
La Société "La Haute-Auvergne" œuvre à rendre accessibles, ou à susciter, des études de rang scientifique (érudites ou universitaires) contribuant à une meilleure connaissance du territoire de la Haute-Auvergne, compris comme correspondant à l’actuel Cantal. Ces études pluridisciplinaires peuvent concerner entre autres l’histoire, l’histoire de l’art, l'archéologie, l’ethnographie, la géographie, les sciences de la vie et de la terre, en rapport avec ce territoire.

## Prix
La société récompense tous les deux ans depuis 2001 et tous les quatre ans depuis 2011 l'auteur ou les auteurs d’au moins un ouvrage (livre imprimé ou mémoire dactylographié) portant sur l'histoire, les sciences, l'archéologie, la littérature ou les arts, essai, article, roman, ayant le Cantal ou un de ses aspects pour objet.
- 2001,   Jean-Pierre Serre, Les campagnes cantaliennes du Consulat à la seconde République, Éditions du Septentrion
- 2003,   Eric Bordessoule, Les montagnes du massif central, Éditions PUBP,
- 2005,   Marguerite Salles, "Le tourisme dans le Cantal des années 1880 à 1939, émergence du concept touristique cantalien : prise de conscience et organisation d’un nouvel enjeu culturel et économique", mémoire de maîtrise, université Clermont-2, 2004
- 2007,   Daniel Brugès, Vivre la terre : Jean et Marie-Louise, paysans, Éditions De Borée,
- 2009,   Béatrice Fourniel, Du bailliage des montagnes d'Auvergne au siège présidial d'Aurillac, PUSS, 2009
- 2011, Christian Estève, Le Crime de la Saint-Mary de Mauriac, Aurillac, Gerbert, 2011.
- 2015, Sébastien Fray, L’aristocratie laïque au miroir des récits hagiographiques des pays d’Olt et de Dordogne (Xe – XIe siècles), thèse, Paris IV ; et Anne-Line Brosse, Les acteurs des filières fromagères auvergnates (1881-1955). Approche sociale et culturelle du processus de structuration des filières, thèse, Lyon 2, 2014
- 2019; Violaine Nicolas, Genèse d’un monde pastoral. Le système d’estive sur la planèze méridionale du Plomb du Cantal, de la fin du Moyen Âge au milieu du XIXe siècle, thèse de doctorat d’histoire soutenue le mardi 27 septembre 2016 à l’université de Caen.

## Présidents
- Marcellin Boudet (1834-1915), 1898-1911
- Louis Farges, 1911-1941
- Ernest Delmas, 1945-1952
- Henri Tricot, 1952-1956
- Abel Beaufrère, 1956-1973
- Pierre Wirth (1921-2003), 1973-1978
- André Muzac, 1978-1990
- Marcel Delzons, 1990-1995
- René Monboisse, 1995-2007
- Vincent Flauraud, 2007-2014[2], réélu le 13 avril 2019
- Geneviève Boisset-Degoul, 2014-2015
- Robert de Léotoing, 10 octobre 2015-13 avril 2019

## Une société savante auXXIesiècle
La Société des lettres, sciences et arts La Haute Auvergne est reconnue d'utilité publique.
C'est une institution culturelle ouverte aux chercheurs, aux enseignants, aux étudiants, et à tous ceux qui s'intéressent à la culture de cette province. 

### Administration
La Société est dirigée par un conseil d'administration qui élit un bureau. Le renouvellement des membres se fait tous les quatre ans. Son siège est a occupé de 2002 à 2022 l'ancien hôtel de Cébié (dit aussi Roger-Ducos), rue Arsène-Vermenouze à Aurillac. Il a été transféré au 7 rue Edouard-Herriot, toujours à Aurillac.

### Membres célèbres
- Roland Bonaparte
- Marcellin Boudet, membre fondateur.
- Jean-Pierre Chabrol
- Xavier Charmes
- Charles Delzons
- Émile Duclaux
- Édouard de Dienne
- Louis Farges, membre fondateur et président.
- Henri du Fayet de La Tour
- Alfred Durand, professeur de géographie au lycée d'Aurillac, auteur de : 
  - L'unité géologique et orographique de l'Auvergne et de l'Aubrac RHA 1943-1944
  - La vie rurale dans les massifs volcaniques des Dores, du Cézallier, du Cantal et de l'Aubrac., thèse, 1946, Clermont-Ferrand, 530 p. (réédition Créer), Aurillac, géographie urbaine, 1948, 254 pp.
- Roger Grand, membre fondateur 1899.
- Marcel Grosdidier de Matons (1885-1945). professeur de géographie au Lycée d'Aurillac. Auteur de Études de géographie urbaine (RHA), La Chataigneraie cantalienne,
- Édouard Joubert
- Charles Alexandre de La Baume-Pluvinel
- Eugène Lintilhac
- Christian Marchi, professeur de géographie au Lycée d'Aurillac.
- Pierre Marty
- Albert II de Monaco
- Jean-Baptiste Rames
- Louis de Ribier
- Adolphe de Rochemonteix
- Adrien de Rocquecave
- Arsène Vermenouze